# La leyenda del tesoro
La leyenda del tesoro es una película mexicana dirigida por Hugo Rodríguez y protagonizada por Adrián Alonso.

## Sinopsis
Erick es un niño de 12 años aficionado casi adicto a las patinetas. De clase media baja, la situación económica familiar está al borde de la crisis. Su padre está a punto de perder la fábrica de vidrio en la que trabaja. Como los problemas no vienen solos, se enreda en dificultades con una banda local. Huyendo de ellos, conoce por casualidad a un anciano que le habla de la leyenda del tesoro que Hidalgo ocultara en el siglo XIX. Acompañado por dos amigos, Andrea y Omar, viaja a Guanajuato en busca del tesoro, pero se topa con Nathan Pickett, un traficante de arte sacro que está en la búsqueda del mismo tesoro y no piensa compartirlo.

## Reparto
- Adrián Alonso como Erick; un chico de 12 años y obsesionado por las patinetas.
- John Rhys Davies como Nathan Pickett; un traficante de arte sacro que está en la búsqueda del mismo tesoro y no piensa compartirlo.
- Mauricio Castillo como Miguel Hidalgo y Costilla; escondió un cofre con monedas de oro que al parecer no salieron a la circulación.
- Diego Velázquez como Omar; casualmente descubre un mapa con las indicaciones precisas para encontrar un tesoro
- Ilse Zamarripa como Andrea; hermana de Omar.
- José Ángel Bichir como Dake
- Ricardo Polanco
- Martín Altomaro
- Rosa María Bianchi
- Guillermo Larrea
- Norma Angélica
- Enoc Leaño
- Dagoberto Gama
- Claudette Mallé